# Йорги, Энеа
Энеа Йорги (алб. Enea Jorgji; род. 15 августа 1984, Эльбасан) — албанский футбольный судья. Судья ФИФА с 2012 года.

## Карьера
С 2002 года начал судить футбольные матчи. С 2009 года работает на матчах национального чемпионата Албании по футболу, первую игру отсудил между Влазнией и Бюлисом (0:0).
Судья ФИФА с 2012 года. В сезоне 2018-2019 Йорги впервые судил матч Лиги Европы УЕФА. Также работал на матчах Лиги наций УЕФА, квалификации чемпионата Европы 2020 года, квалификации чемпионате мира 2018 года и чемпионате мира 2022 года, а также в товарищеских поединках первых сборных.
Энеа Йорги работал на двух матчах чемпионата Европы среди юношей до 19 лет 2014 года, который состоялся в Венгрии.
Йорги изучал экономику в своём родном городе и работает там же в администрации Башкия.